# Gライン石川
Gライン石川（じーらいんいしかわ）とは「石川県ガス体エネルギー普及促進協議会」の通称で、石川県内のガス事業者や団体で構成されている業界団体である。

## 設立背景
- 設立背景には、2000年以降に電力会社がオール電化住宅の普及促進を強力に進めて、急速に普及したことにある。石川県内においては特に新築住宅における普及率が高くなった（2005年度における新築住宅での普及率は給湯器78.9%、クッキングヒーター91.2%[1]）。
- このような背景を踏まえて、都市ガス事業者（一般ガス事業者）・LPガスの各業者が業界間の垣根を越えてガスの普及促進を目的とした業界団体を設立した。

## 概要
- 設立は2006年7月1日。設立のさきがけとなったのは2005年10月20日に日本ガス協会・日本LPガス団体協議会・日本簡易ガス協会の三者が、ガスの更なる普及を目的として設立した「日本ガス体エネルギー普及促進協議会」（通称：コラボ）である。コラボの設立が全国的に広まり、北陸地方では、隣県の富山県で2006年3月27日に設立された「とやまガス体エネルギー普及促進協議会」（通称：Gラインとやま）が最初である。
- 石川県（Gライン石川）や福井県（Gライン福井）でも前述の流れを受け、ガス事業者の業界団体を設立する運びとなった。

## 主要参加事業者および団体
※なお、この項目では北陸地方での主要参加事業者を取り上げる。
Gライン石川
- 金沢市企業局
- 小松ガス
- 社団法人石川県エルピーガス協会
- 石川県プロパンガス事業協同組合
- 社団法人日本簡易ガス協会 北陸支部

Gラインとやま
- 日本海ガス
- 北日本物産
- 富山セントラルガス
- 富山市農業協同組合などの富山県下JA
- 社団法人富山県エルピーガス協会

Gライン福井
- 福井市企業局
- 越前エネライン
- 敦賀ガス
- 社団法人福井県エルピーガス協会
- 社団法人日本簡易ガス協会 近畿支部福井県防災会

## 事業内容等
- Gライン石川ではガスが環境に優しく、安全かつ機能性を持ち合わせていることをCM等での広報に力を入れている。
- 2009年10月1日に北陸地方の各Gラインは統合して、北陸ガス体エネルギー普及促進協議会（通称：Ｇライン北陸）を発足させた。平成23年4月からは、オリジナルキャラクター「とろ火ちゃん」を統一採用している。